# Nombre 151
El nombre 151 (CLI) és el nombre natural que segueix el nombre 150 i precedeix el nombre 152.
La seva representació binària és 10010111, la representació octal 227 i l'hexadecimal 97.
És un nombre primer; altres factoritzacions són 1×151.
151 és un número decagonal centrat. 151 també és un número de la sort.
151 apareix a la seqüència padovana, precedida dels termes 65, 86, 114 (és la suma dels dos primers d'aquests).